# Pamela Eriksson
Pamela Eriksson, född 16 september 1908 i Sydafrika, död 21 april 1984 i Lemland, var en sydafrikansk-finländsk författare. 
Eriksson debuterade 1935 med Out of this World och blev känd med The Duchess (svensk översättning Hertiginnans sista resa, 1960), som skildrar det åländska segelfartyget Herzogin Cecilies sista resa 1936. Hon var gift med fartygets befälhavare Sven Erikson.